# Toby Fox
Robert F. „Toby“ Fox (dříve známý jako Toby „Radiation“ Fox) je americký vývojář a skladatel videoherní hudby.
Nejvíce se proslavil RPG hrou Undertale, která byla nominována na řadu ocenění. Toby Fox také tvořil další díla a skládal hudbu pro různá herní studia. Například spolupracoval na soundtracku pro hru Super Smash Bros: Ultimate a několika her ze série Pokémon.

## Život
Toby Fox se narodil 11. září 1991 ve městě Manchester v americkém státě New Hampshire. Od roku 2010 však žije v Bostonu. Byl vychováván ve víře Episkopální církve a studoval environmentalistiku na Northeastern University. Studium dokončil v roce 2014.
Tvorbou videoher se Fox zabýval už od studia na střední škole, kdy s jeho bratry vytvářeli jednoduché indie hry v softwaru RPG Maker 2000. Dle Foxe žádná z těchto her sice nebyla dokončena, ale byly inspirací pro jeho budoucí tvorbu. Důležitý pro něj byl dále titul Earthbound od firmy Nintendo. Pro tuto hru v roce 2008 vydal ROM hack s halloweenskou tematikou.
Na střední škole se zajímal také o hudbu a začal se ji sám učit. V roce 2009 byl najat na produkci hudby pro internetový komiks Homestuck. Na Homestucku složil skladbu s názvem „The Baby Is You“, kterou chtěl poukázat na absurditu některých komunitních pravidel této platformy.

## Dílo

### Vlastní díla

#### Undertale
Undertale je singleplayerová RPG hra s retro grafikou a jednoduchým bojovým systémem, který nabízí více možností, jak vyřešit střet s nepřítelem. Bojový systém hry je unikátní tím, že propojuje souboj s vyprávěním příběhu hry.
První demoverze této hry byla vydána 23. května 2013. Sloužila hlavně k ukázce vlastností a funkčnosti hry, na jejíž vývoj chtěl Fox na platformě Kickstarter vybrat částku $5 000. Nakonec se mu podařilo vybrat desetkrát více (přesně $51 124). Od vydání plné verze, se k roku 2024 podařilo celosvětově prodat více než 3,5 milionů kopií a vyhrát několik ocenění, jako například „Best Independent Game“ na Game Awards 2015.
Fox tuto hru vytvořil, protože cítil, že není dostatek RPG her, které by dobře propojovaly příběh s bojem. Undertale je založeno právě na kombinaci těchto dvou faktorů, díky čemuž je unikátní.
S grafickým designem hry pomáhala jeho kamarádka Temmie Changová, autorka menších herních titulů, jako například Escaped Chasm nebo Dweller’s Empty Path.

#### Deltarune
Deltarune je hra se stejnými postavami jako Undertale, ale Toby Fox několikrát říkal že se odehrává v jiném světě. Jeho název je anagramem Undertale. Stejně jako jeho předchůdce je Deltarune singleplayerovým RPG. Je rozdělen na více kapitol (Chapter 1-7), z nichž jsou zatím vydány čtyři.
Chapter 1 byl spontánně vydán zadarmo o Halloweenu 31. října 2018 na PC a poté 28. února 2019 na herní konzole. Chapter 2 vyšel 17. září 2021, tato kapitola měla být původně zpoplatněna, ale kvůli ekonomickým následkům pandemie COVID-19 se Fox rozhodnul vydat hru zadarmo.
Roku 2020 kvůli dlouhodobé bolesti zápěstí a časové náročnosti najal k vývoji více programátorů a grafiků, aby se průběh ulehčil. Díky rozšíření týmu mohl také pracovat na všech kapitolách zároveň, což má velmi zkrátit dobu vývoje.
Dne 1. ledna 2025 oznámil Toby na platformě X, že 3 a 4 kapitola vyjde 5. Června v roce 2025 .

### Díla, na kterých se podílel
| Název díla                 | popis |
| -------------------------- | --- |
| EarthBound: Halloween Hack | Toby Fox pro tuto hru vytvořil ROM hack s halloweenskou tematikou                                                                              |
| Hiveswap                   | Hiveswap je logická point-and-click adventura vydaná společností What Pumpkin Games, Inc. Pro tuto hru skládal hudbu.                          |
| Escaped Chasm              | Escaped Chasm je malá indie hra vytvořena Foxovou spolupracovnicí Temmie Changovou. Pro tuto hru skládal hudbu.                                |
| Dweller’s Empty path       | Dweller’s Empty path je dalším dílem Temmie Changové. V této hře Fox spolupracoval na hudbě.                                                   |
| Little Town Hero           | Little Town Hero je RPG hra od studia Game Freak, tvůrců série Pokémon. Pro tuto hru složil většiny hudby.                                     |
| Pokémon Scarlet and Violet | Pokémon Scarlet and Violet je RPG od studia Game Freak, které vyšlo pouze na konzoli Nintendo Switch. Fox pro tuto hru složil několik skladeb. |